# Heteroxenia fuscescens
Heteroxenia fuscescens (Ehrenberg, 1834) è un ottocorallo della famiglia Xeniidae.

## Biologia
I polipi di questa specie esibiscono una attività pulsatoria dei loro tentacoli, comportamento non comune tra i coralli; si è visto che tale pulsazione rende più efficiente la fotosintesi da parte delle zooxantelle endosimbionti.